# A szőrös majom
A szőrös majom (The Hairy Ape) Eugene O’Neill szimbolista drámája, 1922-ben írta. A darab egy óceánjáró kazánfűtőjéről szól: Robert Smith, alias Yank, megpillantja az óceánjáró utasai között a kifinomult és gazdag Mildredet. Eddig a világot tartó Atlasznak képzelte magát, Mildred azonban undorodik a zsíros, szőrös embertől. Yank otthagyja az állását és elmegy megkeresni azt a helyet, ahova tartozik; megpróbálja azokra erőltetni magát, akik lerombolták az önmagával kapcsolatos hiedelmeit. De nem megy. Egy gorilla társaságát keresi az állatkertben; a gorilla épp összetöri a bordáit, amikor rájön, hogy nincs helye a világban.
A történet felszíne alatt a metafizikai jelentést maga O’Neill fejtette ki 1924-ben, a New York Herald Tribune-ban. „(Az ember)… elvesztette a régi harmóniát a természettel, mint állat; és az új, spirituális utat nem találta meg.” Yank képtelen megtalálni ezt az utat, mert korlátolt (így O’Neill), de nem képes többé elviselni félállati státuszát.
A darab sikere ellenére O’Neill úgy vélte, a sikert a kazánfűtő alakja, nem a mélyebb jelentés váltotta ki.

## Szereplők
- Hank Smith
- Mildred Douglas
- Tony Lazar
- Helen Parker
- Paddy
- Long

## Feldolgozások
1944-ben Alfred Santell rendezett filmet a darabból.